# Ивайло Мирчев
Ивайло Николов Мирчев е български художник, син на художника Никола Мирчев.

## Биография
Роден е на 11 август 1954 г. в София. Завършва Художествена гимназия в София, а през 1981 г. и ВИИИ „Николай Павлович“ в класа на проф. Светлин Русев.
Работи с молив, акварел, гваш. Поставил е множество самостоятелни изложби в страната и чужбина. Негови платна са притежание на НХГ, галерии в Аахен, Франкфурт, Дюселдорф, Виена, Милано, Токио и други.
Понастоящем Ивайло Мирчев е професор в Националната художествена академия, където преподава живопис. През периода 2004 – 2011 г. е председател на Съюза на българските художници.

## Награди
През 1985 г. е удостоен с наградата за пластични изкуства „Южна пролет“. Лауреат е на голямата награда на Националната младежка изложба през 1986 г. Носител е и на Националната награда за живопис „Владимир Димитров – Майстора“ (2014)

## Самостоятелни изложби
- 1985 – Галерия Руски 6, София, България
- 1988 – Фестивал „Аполония“, Созопол, България
- 1992 – Дойче банк, Вупертал, Германия
- 1993 – Дом Витгенщайн, Виена, Австрия
- 1994 – галерия „Райко Алексиев“, София
- 1998 – Дитер Ернст галерия, Ботроп, Германия
- 1999 – Троте Музеум, Арлесхайм, Базел, Швейцария
- 2001 – Салон на изкуствата – НДК – София
- 2003 – Галерия „Максим“, София
- 2004 – Кметство Хардберг, Бон, Германия
- 2004 – Галерия „Райко Алексиев“, София
- 2005 – Галерия „Видима“, Севлиево
- 2006 – Галерия „Масларски“, София
- 2007 – Галерия „Алтера“, София
- 2007 – Център-ателие „Н. Шмиргела“, София
- 2008 – ХГ Ботевград
- 2009 – Галерия „Де Куесте“, град Хеерде, Холандия
- 2009 – Галерия „А-1“, град Карлово
- 2009 – Галерия „Теди“, град Варна
- 2009 – Галерия „Алма матер“, СУ „Св. Климент Охридски“
- 2009 – Галерия „Пролет“, Бургас
- 2010 – Изложба в „Графичен музей“, Фондация Шрайнер, Бад Щебен, Германия
- 2011 – Галерия „Пролет“, Бургас
- 2012 – Галерия хотел „Мариот“, Хамбург, съвместно с Димо Колибаров